# Varsói metró
A varsói metró jelenleg két vonalból, egy észak–déli és egy kelet–nyugati irányúból áll. A metrót a Varsói Metró Kft. („Metro Warszawskie” sp. z o.o.) felügyeli.

## Története
Az első metróépítési tervek 1925-ben merültek fel. Két vonalat terveztek építeni: egy észak–délit és egy kelet–nyugatit. A munkálatokat először a nagy gazdasági világválság, majd a második világháború miatt hagyták abba. A háború után visszatértek a metróépítés terveihez, még maga Sztálin is felajánlotta a segítségét, de Bolesław Bierut államelnöknek a Kultúrpalota jobban tetszett, azt mondta, hogy „Varsónak metró nem szükséges”. 1951-ben megint megkezdték a tervezést és az építést, de 1957-ben műszaki nehézségek miatt teljesen abbahagyták a munkálatokat, sőt, a Minisztertanács megtiltotta, hogy a tömegtájékoztatási eszközök megemlítsék a metrót.
1974-ben ismét megalakult a Metróépítési Igazgatóság, és 1983-ban végre elkezdték az építést. Csak 1995-ben fejezték be: április 7-én indult meg az első szerelvény a Kabaty-erdő („Kabaty” állomás) és a Műszaki Egyetem („Politechnika” állomás) között. Az első vonatok orosz gyártmányok voltak (81-es típusú kocsik Mityiscsiból), 2000-ben pedig a francia Alstomtól vásárolt kocsikat Varsó (az Alstom-kocsikat ezután Chorzówban gyártották). A vonalat fokozatosan meghosszabbították az ArcelorMittal Kohóig („Młociny” állomás – 2008. október 25.) Az egész vonal hosszúsága 23 km.
A második vonal teljes kiépítésben Bemowo kerületből Pragába (Bródno lakótelepre) vezet majd. 2010. szeptember 11-én elkezdődött a második vonal építése, első, központi szakaszán 2015. március 8-án indult meg a forgalom. 2019. szeptember 15-én három új állomást adtak át a vonal keleti végén.
2000-ig az utazás ingyenes volt, mert a „Metro Warszawskie” növelni akarta népszerűséget (bár már az elejétől fogva rengeteg ember használta a metrót). 2000 októberétől minden állomáson mágneses beléptetőkapuk állnak, és ZTM-jeggyel lehet utazni.

## Metrószerelvények
A metrókocsik típusai a következőek:
- 81 – orosz, Szentpétervárból és Mityiscsiból, 60 régebbi (1990-ben, 1994-ben és 1997-ben vásárolták) és 60 újabb (2007-ben és 2008-ban vásárolva) – összesen 20 vonat,
- Metropolis – a francia Alstomból (2000-ben 4 vonat Barcelonában gyártott, 2001–2005 között 14 vonat Chorzówban gyártott),
- Inspiro – Siemensből, 2013-tól, 35 vonat, Bécsben és Újszandec-ben gyártott.

## Képek

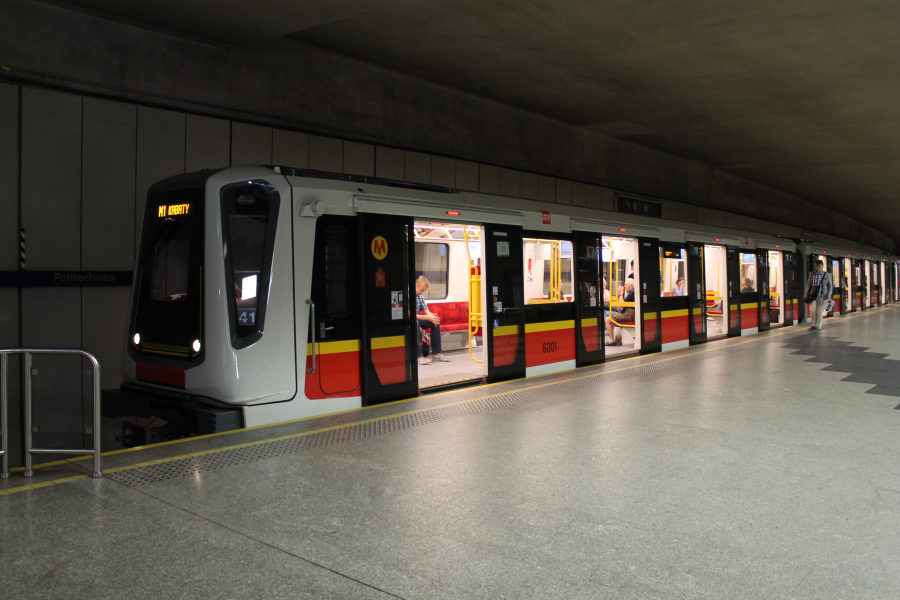
Siemens Inspiro a "Politechnika" állomáson
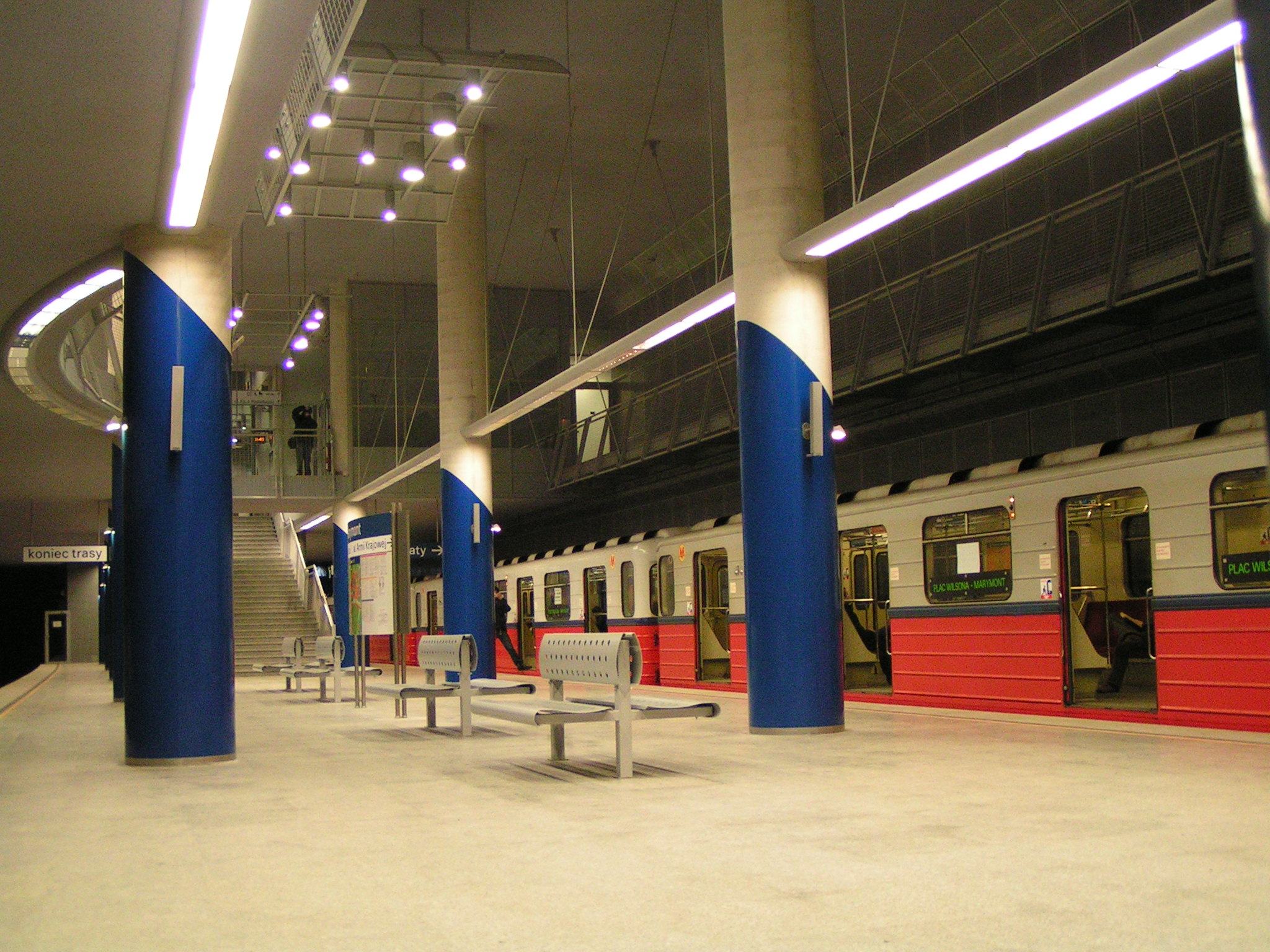
„Marymont” állomás 81 sorozatú metrószerelvénnyel
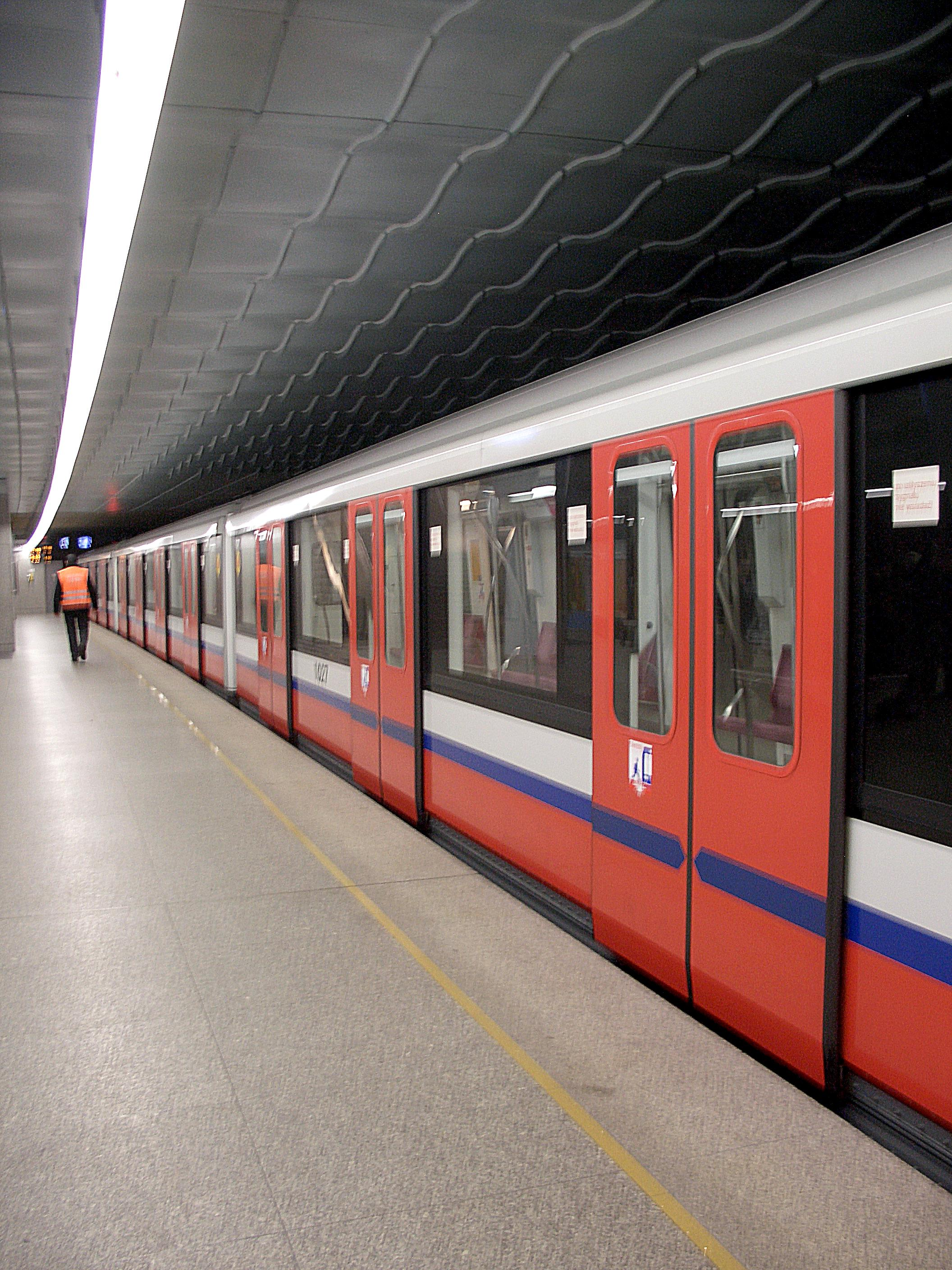
Metropolis sorozat
I. vonal – üzembentartott szakasz  II. vonal – elkészült  II. vonal – tervezett szakasz

### Videók
- Television TVPW - The Information Movie about Warsaw Metro system (production: TVPW) (lengyelül)
- Television TVPW - Relation of opening the "Słodowiec" station (production: TVPW) (lengyelül)
- Television TVPW - The movie about building the metro in Warsaw from the beginning to the end (production: TVPW) (lengyelül)
- Television TVPW - The interview with Robert Jaryczewski - the best metro driver of the world in 2008 (production: TVPW) (lengyelül)
- Television TVPW - The movie about signaling in metro in Warsaw (production: TVPW) (lengyelül)